# Mikulovice (Klášterec nad Ohří)
Mikulovice (německy Niklasdorf, Nickelsdorf) jsou zaniklá vesnice a část města Klášterec nad Ohří v okrese Chomutov. Nachází se asi tři kilometry východně od Klášterce nad Ohří. Vesnice byla postupně vysídlena a zbořena v souvislosti s plánovanou stavbou popílkoviště elektráren Prunéřov. Z původní zástavby zůstal stát jen kostel svatého Mikuláše se hřbitovem a kaplička u památné lípy.

## Název
Název vesnice je odvozen z osobního jména Mikuláš ve významu ves lidí Mikulových. V historických pramenech se vyskytuje ve tvarech: Nycolausdorf (1261), Niclasdorf (1352), Nicolai villa (1352), k Niklasdorffu (1431), Nyklsdorff (1481), Nikelsdorff (1545), na Mikulowiczych (1611), Nickelsdorf (1787) nebo Niklasdorf a Niklsdorf (1846).

## Historie
Krajina v okolí vesnice byla osídlena už v pravěku, kdy se na vrchu Špičák nacházelo sídliště knovízské kultury. Archeologickým výzkumem zde byly nalezeny polozemnice, odpadní jámy, keramika a hromadný nález bronzových náramků. Archeologická lokalita však byla zničena kamenolomem.
Mikulovice byly jednou ze čtyř vesnic, které nechal ve třináctém století založit kadaňský měšťan Arvo. První písemná zmínka o nich pochází z roku 1261, kdy král Přemysl Otakar II. věnoval patronátní právo v těchto čtyřech vesnicích pražským johanitům. Vesnice patřila k perštejnskému panství pánů ze Šumburka. Roku 1352 se o ni dělili bratři Albrecht, Bedřich a Dětřich ze Šumburka a patronátní právo v té době měli johanité z kadaňské komendy.
Roku 1431 si bratři Aleš a Vilém ze Šumburka rozdělili rodový majetek. Mikulovice připadly Vilémovi, a staly se tak součástí panství hradu Šumburk. Z roku 1614 pochází jediná zpráva o mikulovické tvrzi. V roce 1616 byla majitelkou vsi Dorota z Trautenberku, která ji tehdy prodala králi Matyášovi. V roce 1623 Mikulovice koupil Kryštof Šimon z Thunu a od té doby vesnice patřila ke kláštereckému panství až do zrušení poddanství.

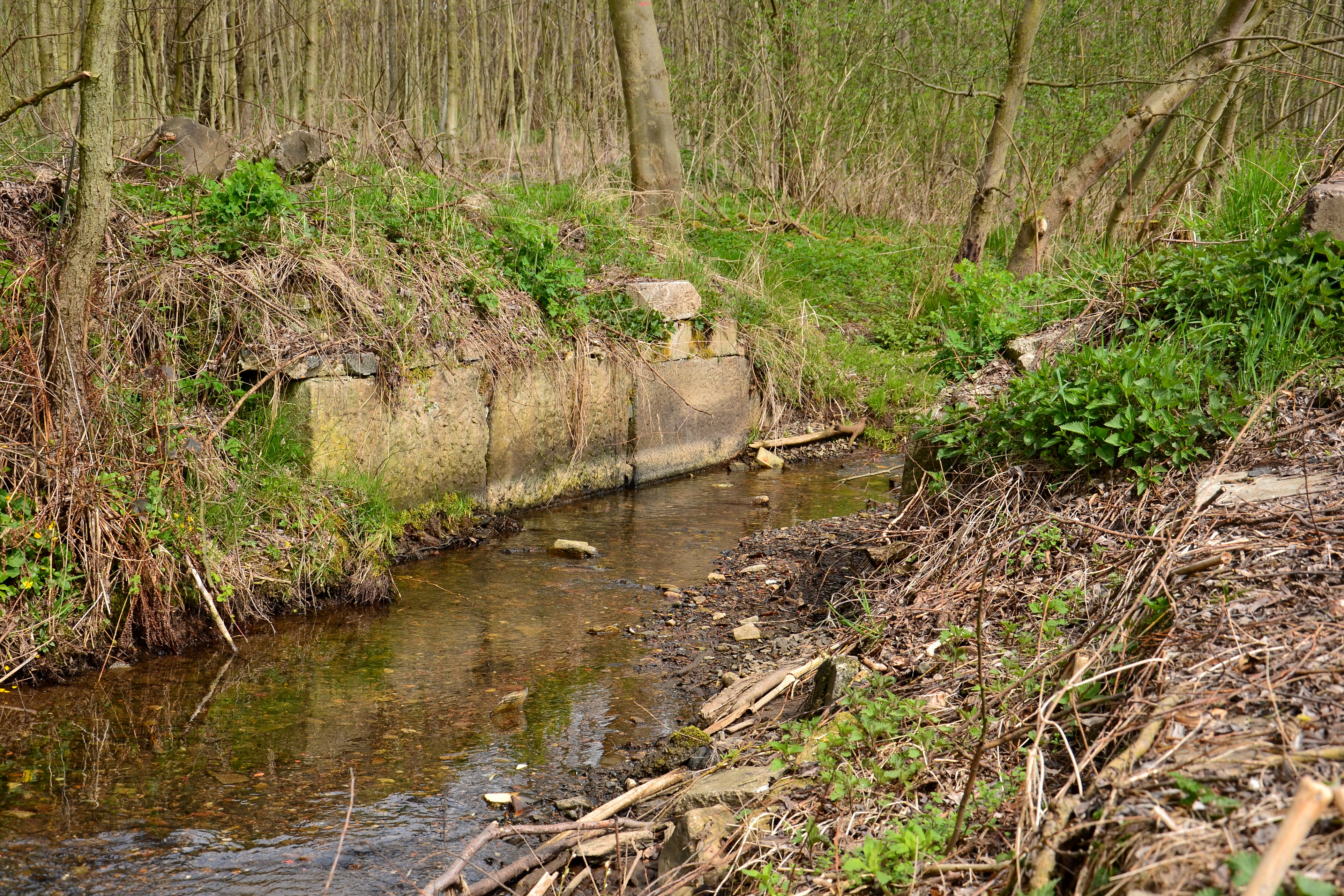
Torzo mostu přes Hradišťský potok

Po třicetileté válce ve vsi podle berní ruly žilo sedm sedláků, dvacet chalupníků a deset poddaných bez pozemků. Sedláci obdělávali 118 strychů půdy, zatímco chalupníkům patřilo 127 a půl strychu. Dohromady měli 47 potahů a chovali 63 krav, 69 jalovic, 38 ovcí, 51 prasat a 22 koz. Jeden z chalupníků provozoval mlýn.
V blíže neznámé době v Mikulovicích vznikla škola, do které chodily až do roku 1914 i děti z Vernéřova. Po druhé světové válce byla otevřena jako pětitřídní, ale k 30. červnu 1965 pro malý počet žáků zanikla. Děti z Mikulovic poté dojížděly do škol v Kadani. Po válce měla vesnice vlastní zastávku na železniční trati Chomutov–Cheb. Ve vsi stály dva hostince a patřil k ní také kamenolom a velkostatek Špičák.
Na začátku sedmdesátých let dvacátého století bylo rozhodnuto zřídit ve vernéřovském údolí složiště popílku prunéřovských elektráren. Obec Vernéřov, ke které Mikulovice patřily, proti rozhodnutí protestovala marně, a k 1. lednu 1988 byla zrušena. Katastrální území Mikulovic bylo připojeno ke Klášterci nad Ohří a zástavba postupně zbořena. K výstavbě popílkoviště však nedošlo.

## Přírodní poměry

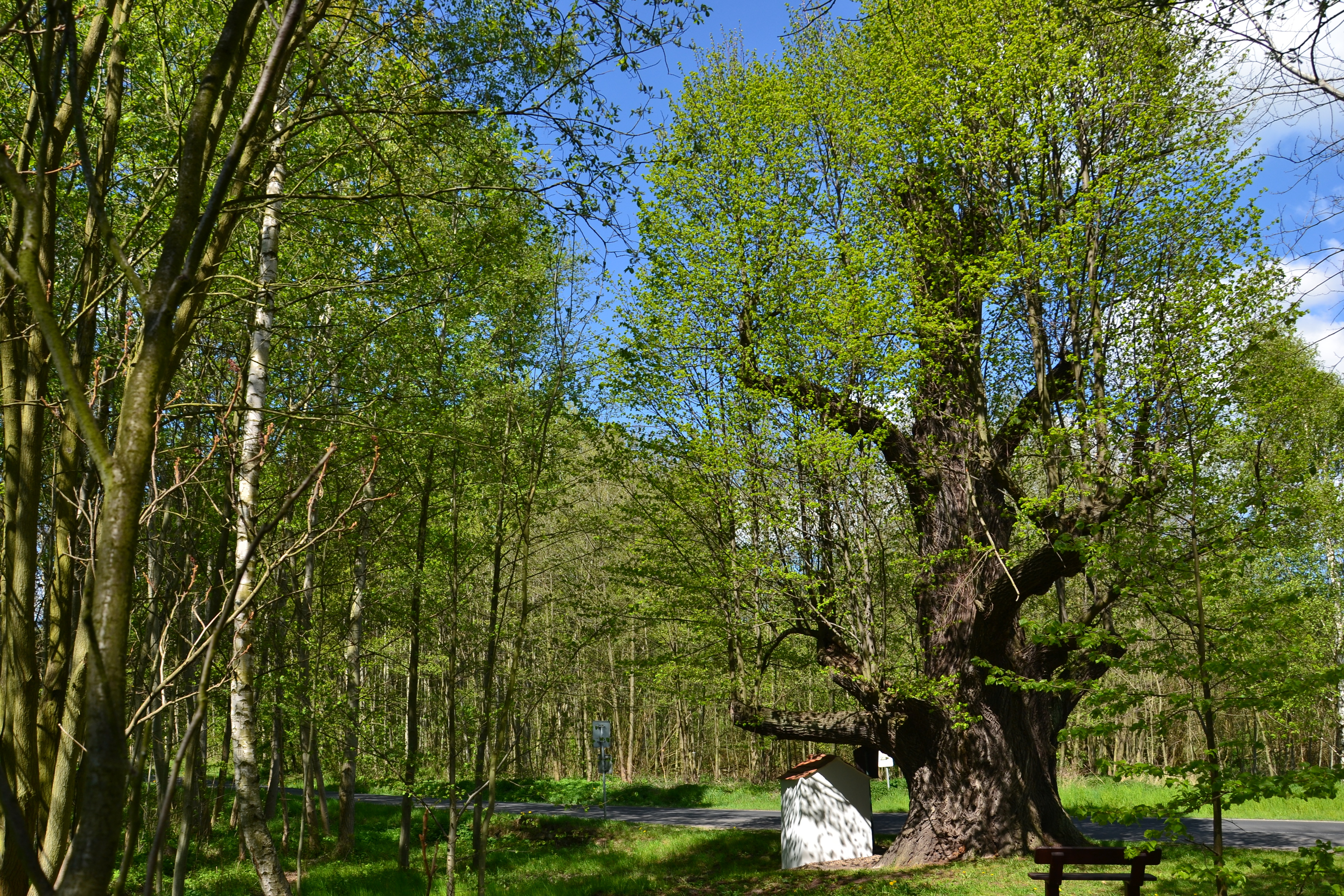
Mikulovická lípa

Mikulovice stávaly v katastrálním území Mikulovice u Vernéřova s rozlohou 5,97 km², asi tři kilometry východně od Klášterce nad Ohří a čtyři kilometry severozápadně od Kadaně v nadmořské výšce okolo 320 metrů. Většina území je součástí Mostecké pánve, konkrétně jejího okrsku Klášterecká kotlina, ale místa podél břehu řeky Ohře včetně vrchu Špičák patří do okrsku Rohozecká vrchovina na severním okraji Doupovských hor. Převládajícím půdním typem jsou kambizemě eutrofní, které se vyvinuly na svahovinách čedičů. Pozůstatky vesnice protéká Hradišťský potok, který se na západním úpatí Špičáku vlévá do vodní nádrže Kadaň.
V Quittovově klasifikaci podnebí se katastrální území nachází v mírně teplé oblasti MT11, pro kterou jsou typické průměrné teploty −2 až −3 °C v lednu a 16–17 °C v červenci. Roční úhrn srážek dosahuje 600–750 milimetrů, počet letních dnů je 40–50, počet mrazových dnů se pohybuje mezi 110 a 130 a sněhová pokrývka zde leží průměrně 50–60 dnů v roce.
U křižovatky silnice II/224 a odbočky do zaniklé vesnice roste památný strom Mikulovická lípa. Je to lípa malolistá vysoká osmnáct metrů a obvodem kmene přes 760 centimetrů.

## Obyvatelstvo
Při sčítání lidu v roce 1921 zde žilo 425 obyvatel (z toho 202 mužů), kteří byli až na pět cizinců německé národnosti. Kromě čtyř evangelíků všichni patřili k římskokatolické církvi. Podle sčítání lidu z roku 1930 měla vesnice 398 obyvatel: čtrnáct Čechoslováků, 383 Němců a jednoho cizince. S výjimkou jednoho evangelíka a dvou lidí bez vyznání se hlásili k římskokatolické církvi.
|           | 1869 | 1880 | 1890 | 1900 | 1910 | 1921 | 1930 | 1950 | 1961 | 1970 | 1980 | 1991 | 2001 | 2011 | 2021 |
| --------- | ---- | ---- | ---- | ---- | ---- | ---- | ---- | ---- | ---- | ---- | ---- | ---- | ---- | ---- | ---- |
| Obyvatelé | 405  | 349  | 353  | 374  | 393  | 425  | 398  | 238  | 198  | 171  | 137  | 2    | 7    | 22   | 136  |
| Domy      | 65   | 66   | 67   | 74   | 67   | 69   | 70   | 65   | 43   | 40   | 39   | 1    | 6    | 7    | 7    |

## Obecní správa
Po zrušení patrimoniální správy se Mikulovice roku 1850 staly obcí, kterou zůstaly až do 29. dubna 1976. Od 30. dubna 1976 byly částí obce Vernéřov a od 1. ledna 1988 patří ke Klášterci nad Ohří.

## Pamětihodnosti

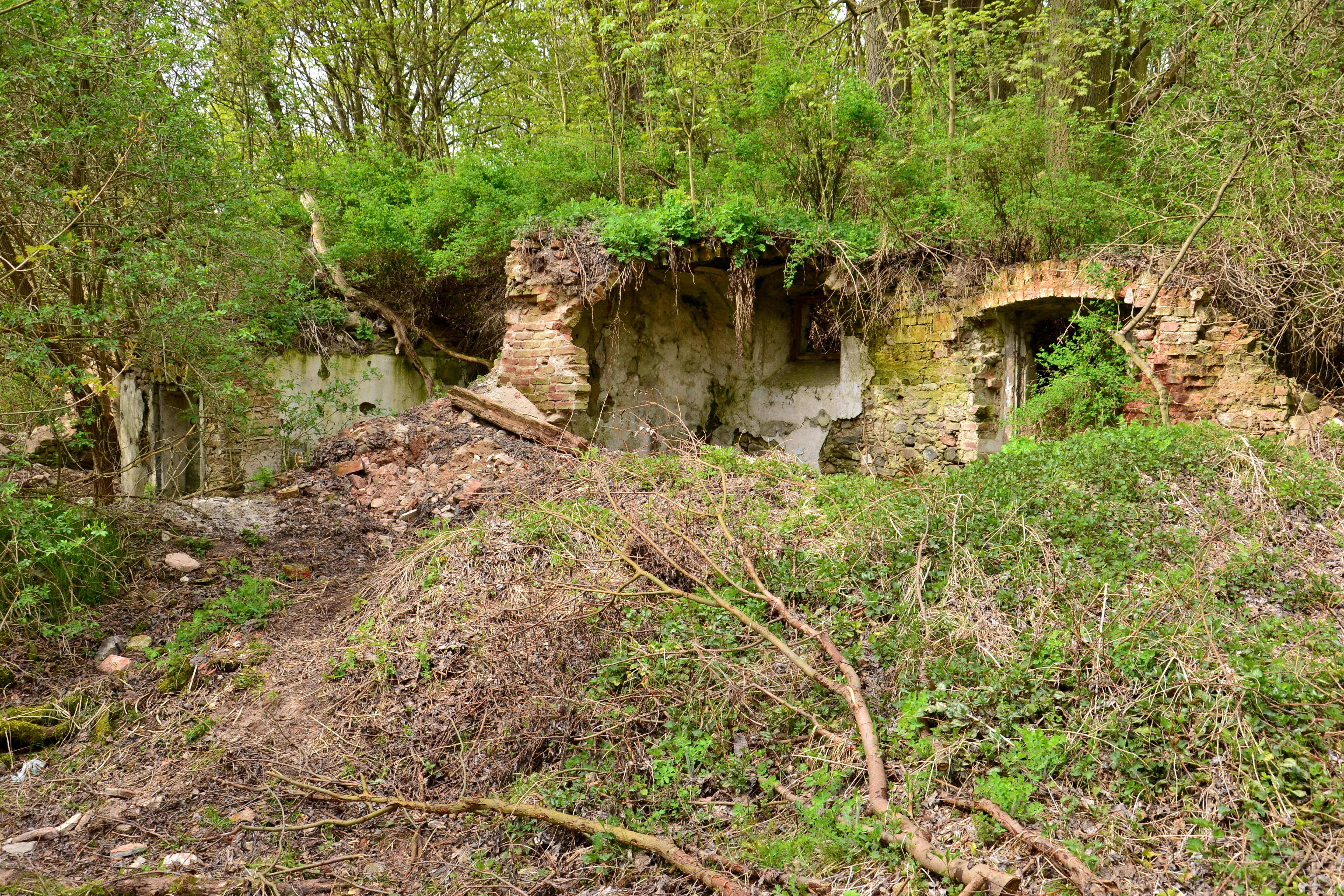
Zřícenina fary

V letech 1668–1670 barokně upravený kostel svatého Mikuláše na nízkém návrší je jedinou dochovanou stavbou ve vesnici. Pod ním ještě stojí zřícenina fary. Jižně od kostela, ještě před železniční tratí, stávala kaple Nejsvětějšího Srdce Ježíšova.
Před likvidací obce byly sochy svatého Antonína a svatého Jana Nepomuckého z roku 1726, i s balustrádovým zábradlím a trojiční sloup z roku 1706, patrně dílo Jana Brokoffa, přemístěny do Klášterce nad Ohří. Taktéž tam byl přemístěn i mariánský sloup, který stával v polích u vesnice.

## Osobnosti
Ve vesnici se narodil Michael Kajetán Hermann (1756–1835), kněz, náboženský spisovatel a děkan v Dolině. Na hřbitově u kostela svatého Mikuláše byl roku 1876 pohřben přírodovědec Anton Martius.